# る

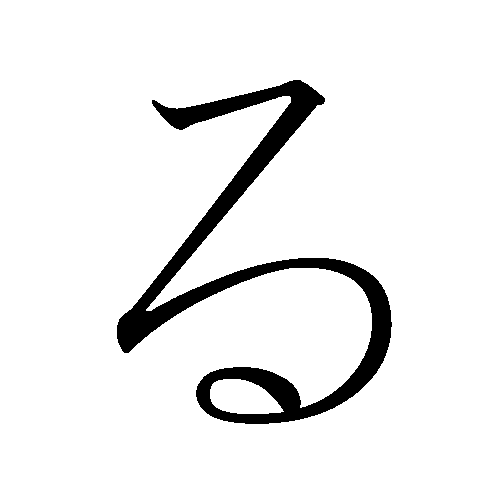
平假名る（清音）

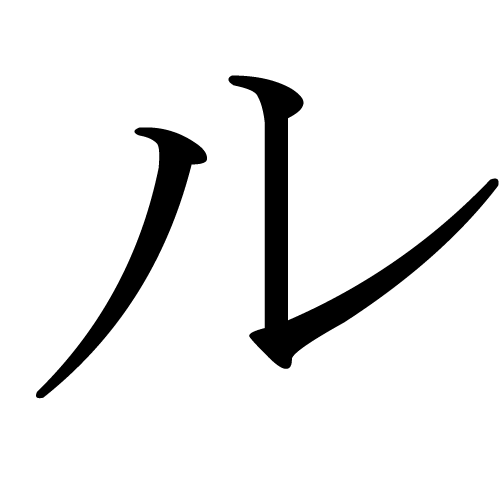
片假名ル（清音）

平假名る和片假名ル是日语的假名之一，由一个音节组成。在日语五十音图中排第9行第3个（ら行う段）的位置。

## 筆劃順序

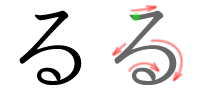
平假名る的筆劃順序

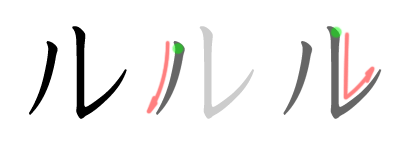
片假名ル的筆劃順序

## 關於る和ル
| 現代日語發音     | 由1個子音和1個母音形成／ɺɯᵝ／音   |
| 五十音顺序       | 第41位                            |
| 伊吕波顺序       | 第11位，「ぬ」之后、「を」之前    |
| 平假名「る」字源 | 「留」字的草書                    |
| 片假名「ル」字源 | 「流」字的右下部分（末兩筆）      |
| 日语罗马字       | 平文式罗马字：ru 训令式罗马字：ru |
| 点字：           | \| ●● —— \|                       |
| 通话表           | 「留守居のル」                    |
| 摩尔斯电码       | －・——・                          |
| ●● ——            |                                   |